# Mjösund, Björneborg
Mjösund (finska: Rieskala) är en stadsdel 37 i  Björneborg, Finland. Norr om den ligger Svinhamn eller Pihlava, och de närliggande stadsdelarna är Villastranden, Metsämaa och Enäjärvi. Mjösund tillhör Pihlava skoldistrikt. Harry Gullichsens väg skär genom stadsdelen och söder om den finns Mäntyluodontie. Havs-Björneborgs simhall, en grundskola och Pihlava bibliotek finns här. Gymnasieskolan upphörde 2015, de övriga skolorna i Havs-Björneborgs, Svinhamn/Pihlava och Mäntyluoto (Tallholmen) ombildades till Havs-Björneborgs enhetsskola.